# Mun Kyung-gun
Mun Kyung-gun (kor. 문경건; * 9. Februar 1995 in Busan) ist ein südkoreanischer Fußballspieler.

## Karriere
Mun Kyung-gun erlernte das Fußballspielen in den Schulmannschaften der Changnyeong Elementary School, Changnyeong Middle School und der Busan BuGyeong High School sowie in der Universitätsmannschaft der Kwangwoon University. Im August 2017 ging er nach Japan. Hier unterschrieb er einen Vertrag bei Ōita Trinita. Der Verein aus Ōita spielte in der zweithöchsten Liga des Landes, der J2 League. 2018 wurde er mit dem Klub Vizemeister und stieg in die erste Liga auf. 17 Mal stand er für den Verein in der ersten Liga im Tor. Anfang 2021 kehrte er in sein Heimatland zurück. Hier schloss er sich dem Daegu FC aus Daegu an. Mit Daegu spielte er zweimal in der höchsten südkoreanischen Liga, der K League 1. Im Juli 2021 wechselte er bis Saisonende zum Zweitligisten Ansan Greeners FC. Hier kam er dreimal in der zweiten Liga zum Einsatz. Im Januar 2022 wechselte er wieder in die erste Liga. Hier unterschrieb er einen Vertrag bei Jeju United. Von Juni 2022 bis Dezember 2023 spielte er bei dem Gimcheon Sangmu FC. Zu den Spielern des Vereins zählen südkoreanische Profifußballer, die ihren zweijährigen Militärdienst ableisten. Nach Vertragsende bei Jeju kehrte er Anfang 2024 nach Japan zurück. Hier schoss er sich seinem ehemaligen Verein Ōita Trinita an.